# Ionică Dinicu
Ionică Dinicu (n. 1854, Ștefănești, județul Argeș – d. 19 februarie 1929, București) a fost un violonist și compozitor român, de etnie romă, tatăl violonistului Grigoraș Dinicu.

## Biografie
S-a născut în anul 1854 în Ștefănești, județul Argeș, într-o familie renumită de lăutari.
În anul 1889 participă la Expoziția Universală din Paris. unde este premiat. La întoarcerea în țară, încurajat de succesele dobândite în străinătate, își formează unt taraf plecând în turnee peste hotare, mai întâi în Elveția la Zürich (1893), iar apoi în Rusia.
Din 1 august 1898 cântă la restaurantele Enescu și Andreescu (situat în spatele Palatului Regal) din București.
A compus numeroase jocuri și cântece populare, unele fiind aranjate pentru pian de profesorul Iulius Wiest, fiul violonistului Ludwing Anton Wiest, și publicate de către editorul Constantin Gebauer sub titlul Trei naționale („Hora nouă regală”; „Hora crângului”; „Hora spaniolă”). Mai apoi un brâu pentru pian („Paleașca”) și „Hora ruginită” au apărut în colecția Hore și danțuri naționale la același editor, iar „Hora țărănească” (alt șlagăr al epocii) a fost aranjată pentru vioară și pian de Gheorghe A. Dinicu și publicată în Caietul II din Dinicu-Album.
În 1907 compune romanța „Nu voi spune a mea durere”, care se oferea ca premiu de către Revista Muzicală și Teatrală cititorilor cei mai fideli.

## Decesul
Moare la data de 19 februarie 1929 în București, la vârsta de 75 de ani, fiind înmormântat la cimitirul „Pătrunjel” (azi „Reînvierea”) din Colentina.